# Rudolf Walden
Karl Rudolf Walden (né le 1er décembre 1878 à Helsinki et mort le 25 octobre 1946 à Sysmä) est un militaire, industriel et homme politique finlandais,.

## Biographie
Rudolf Walden entre au lycée de Jyväskylä, mais n'y réussit pas.
Son père décide d'envoyer ses deux plus jeunes fils Rudolf et Nils à l'école des cadets d'Hamina en 1890.

### Formation militaire
À cette époque, l'école des cadets est un établissement d'enseignement renommé de sept niveaux avec quatre classes générales et trois classes spéciales.
Les premières correspondaient aux classes supérieures des collèges et menaient à l'examen de fin d'études secondaires, tandis que les classes spéciales menaient a un diplôme d'officier. Rudolf a 11 ans lorsqu'il arrive à Hamina., tres vite il est le premier de sa classe.
Son talent était particulièrement évident en mathématiques et en matières militaires.
Après avoir terminé les classes générales, Rudolf passe en classes spéciales car il a décidé de devenir officier.
En tant que premier de classe il aurait eu le droit d'entrer dans le régiment russe, mais en raison des mesures de russification, il refuse et est enrôlé comme sous-lieutenant dans la Garde finlandaise en août 1900
À l'été 1901, l'armée du Grand-Duché de Finlande est dissoute, à l'exception du bataillon de la garde.
Loyal au système militaire du Grand-Duché, Rudolf Walden présente sa démission, qui est refusée et il est détaché en tant que militaire de la 1re circonscription de Kuopio.
Rudolf Walden ayant refusé, il est menacé de sanction et l'affaire est jugée par un tribunal militaire.
La question devient alors une partie de la lutte des constitutionnalistes de la période de russification, et c'est ainsi que Waldens a pris conscience de la question. Rudolf Walden est condamné à être licencié et à perdre tous ses avantages liés à sa fonction militaire.
Une courte carrière militaire est interrompue et une longue carrière industrielle et politique commence.

## Carrière politique
Rudolf Walden est Ministre de la Défense des gouvernements Paasikivi II (17.11.1944 - 1.12.1944), Urho Castren (21.9.1944 - 17.11.1944), Hackzell (8.8.1944 - 21.9.1944), Linkomies (5.3.1943 - 8.8.1944), Rangell (4.1.1941 - 5.3.1943) et Ryti II (27.3.1940 - 4.1.1941).
Il est ministre de la Guerre des gouvernements
Kaarlo Castrén (17.4.1919 - 15.8.1919) et Ingman I (27.11.1918 - 17.4.1919) et vice-Premier ministre du gouvernement Ryti II (19.12.1940 - 4.1.1941).

## La question de la Carélie orientale
Des volontaires finlandais participaient à l'expédition d'Aunus (en) lorsque la Grande-Bretagne est intervenue, exigeant que les soldats présents à Repola retournent en Finlande.
Le gouvernement a décidé qu'il ne pouvait pas se permettre de risquer ses relations avec Londres.
Il interdit à l'armée toute aide étaient interdites, mais autorise les initiatives personnelles.
Selon la presse étrangère, la Finlande s'était préparée à une marche de 40 à 50 000 hommes vers Saint-Pétersbourg.
La Grande-Bretagne et la Finlande ont résolument contredit la rumeur, mais les dégâts étaient déjà fait, l'union soviétique a envoyé une note diplomatique à la Finlande.

## La guerre de continuation
Pendant la grande Trêve, Juho Kusti Paasikivi est nommé ambassadeur à Moscou, Carl Gustaf Emil Mannerheim reste commandant en chef de l'armée et Rudolf Walden est nommé ministre de la Défense.
Le événements pendant la grande Trêve, tels que les achats d'armes à l'Allemagne nazie, l'autorisation de transit de soldats allemands de Vaasa vers le nord de la Norvège, la maladie et la démission du président Kyösti Kallio, la présidence de Risto Ryti, le projet de gouvernement fédéral suédo-finlandais contrecarré par Viatcheslav Molotov, ont, entre-autres, donné du travail au ministre de la Défense.
À l'été 1941, l'opération Barbarossa et la guerre de continuation commencent. Mannerheim et Walden ont du mal à résister à la demande de l'Allemagne d'une attaque de Leningrad par les troupes finlandaises .
À l'été 1942, le ministre de la Défense est promu général d'infanterie. À l'hiver 1943, après la bataille de Stalingrad, Rudolf Walden est certain que la guerre sera perdue.
En conséquence, il y a un risque que la frontière orientale se déplace plus loin vers la rivière Kymijoki, par exemple, auquel cas les centrales hydroélectriques d'Imatra et du Kymijoki seront perdues.
En novembre 1944, le ministre à la Défense Rudolf Walden a présenté au président Mannerheim une loi abolissant la Garde blanche.

## Décorations civiles et militaires
Rudolf Walden reçoit la Croix de fer en 1918.
En 1919, il devient Commandeur de l'Ordre de la Rose blanche et par la suite il en recevra la Grand-Croix.
Pour ses services pendant et après la guerre civile finlandaise il reçoit la grand-croix de la croix de la Liberté.
Au cours des années 1920, Rudolf Walden devient chevalier de l'Ordre royal de l'Étoile polaire.
En 1928, Walden reçoit personnellement la Grand-Croix danoise de l'Ordre du Dannebrog des mains du roi Christian X.
Pendant son service en tant que ministre de la Défense, Rudolf Walden a reçu plusieurs décorations dont l'Ordre de l'épée, l'Ordre de l'Aigle allemand et la Croix de fer de 1ère et 2ème classe, la Grand-Croix de l'Ordre du Mérite hongrois et la Grand-Croix de l'Ordre de l'Étoile de Roumanie.
Le 2 décembre 1944, il reçoit la Croix de Mannerheim de l'Ordre de la Croix de la Liberté pour ses services rendus à la Finlande.